# キッシュ
キッシュ（仏: Quiche [ˈkiːʃ]）は、卵と生クリームを使って作るフランス、アルザス＝ロレーヌ地方の郷土料理。最も知られているキッシュはラードンやベーコンが入ったキッシュ・ロレーヌである。温かい状態と冷ました状態の両方で提供され、世界的に人気がある。

## 概要
パイ生地・タルト生地で作った器の中に、卵、生クリーム、ひき肉やアスパラガスなど野菜を加えて熟成したグリュイエールチーズなどをのせて、オーブンで焼き上げる。ロレーヌ風キッシュ（キッシュ・ロレーヌ）では、クリームとベーコンを加える。ナッツ類を加える場合もある。生地ごと三角形に切って皿に出す。地中海沿岸の地域でも一般的な料理である。

### 語源

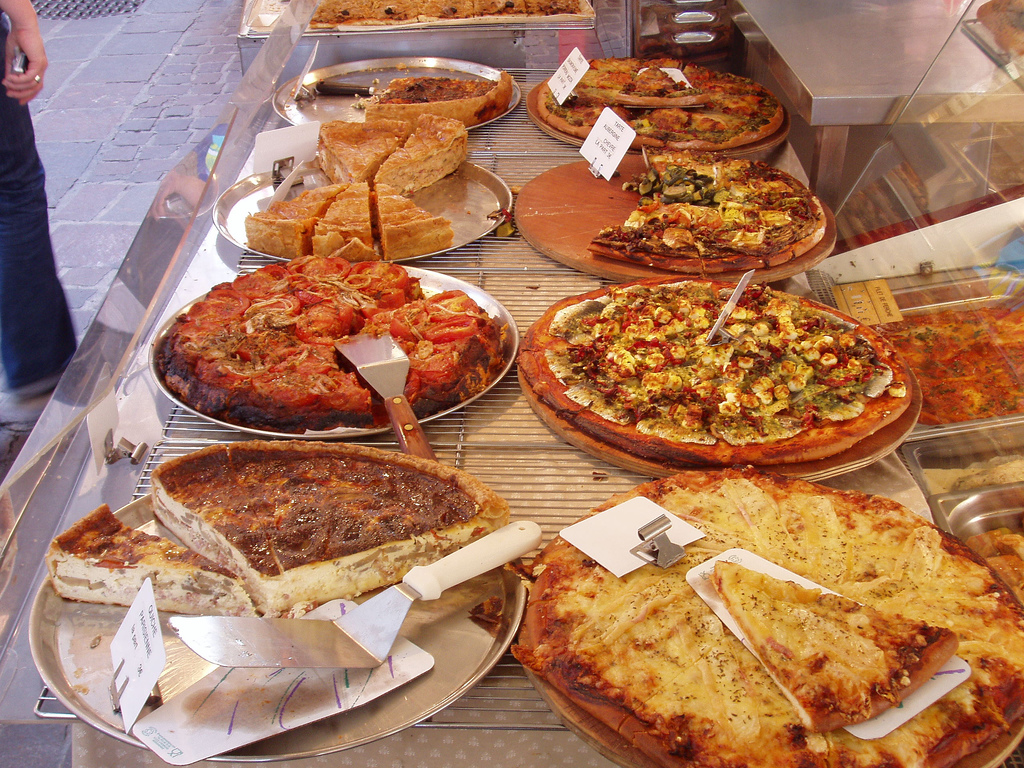
様々なタルトと左下のキッシュ

言葉としての初出は1605年にはロレーヌ語で、1805年にフランス語で確認されている。英語での最初の使用は1925年に記録された「quiche Lorraine」である。語源は不確かだが、ドイツ語のKuchen（クーヘン）と関連すると見られている。

### 歴史
キッシュはフランス料理とされているが、卵とクリームを使ったペイストリーは遅くとも13世紀にはイタリア料理で、14世紀にはイギリス料理で実践されている。食肉、魚類、果物を含むペイストリーを卵やクリームと組み合わせたレシピは、14世紀に書かれた『The Forme of Cury』や15世紀のイタリアの料理本『Libro de arte coquinaria』等で言及されている。

## 種類

### キッシュ・ロレーヌ

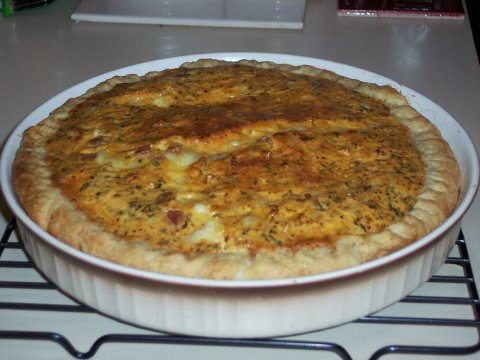
キッシュ・ロレーヌ

キッシュ・ロレーヌは、元々は卵、クリーム、ラードンが入った人気のあるオープンパイだった。現代の英語圏では、キッシュの調理には通常熟成したチーズを含み、ラードンはベーコンに置き換えられる。

### その他

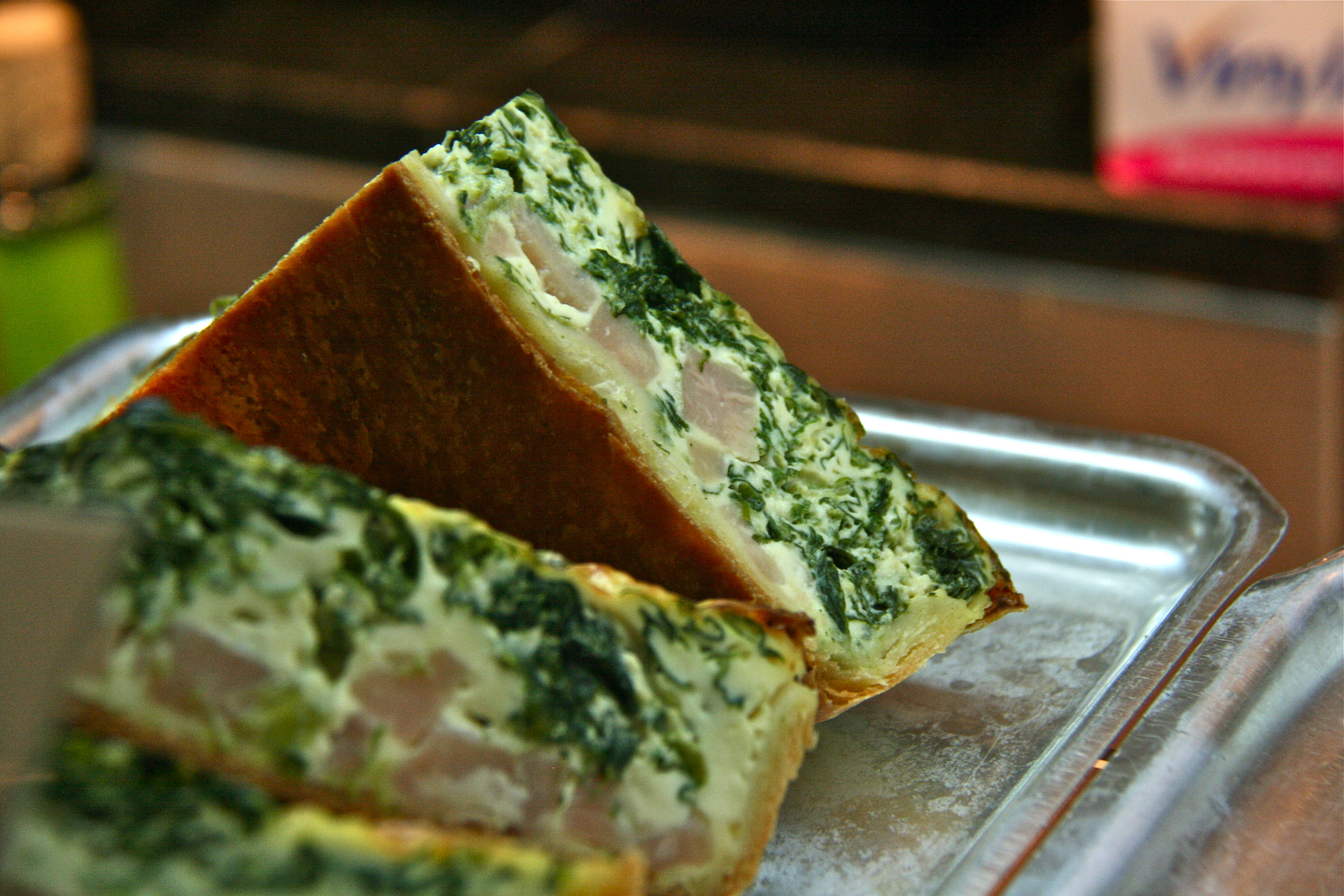
ほうれん草のキッシュ

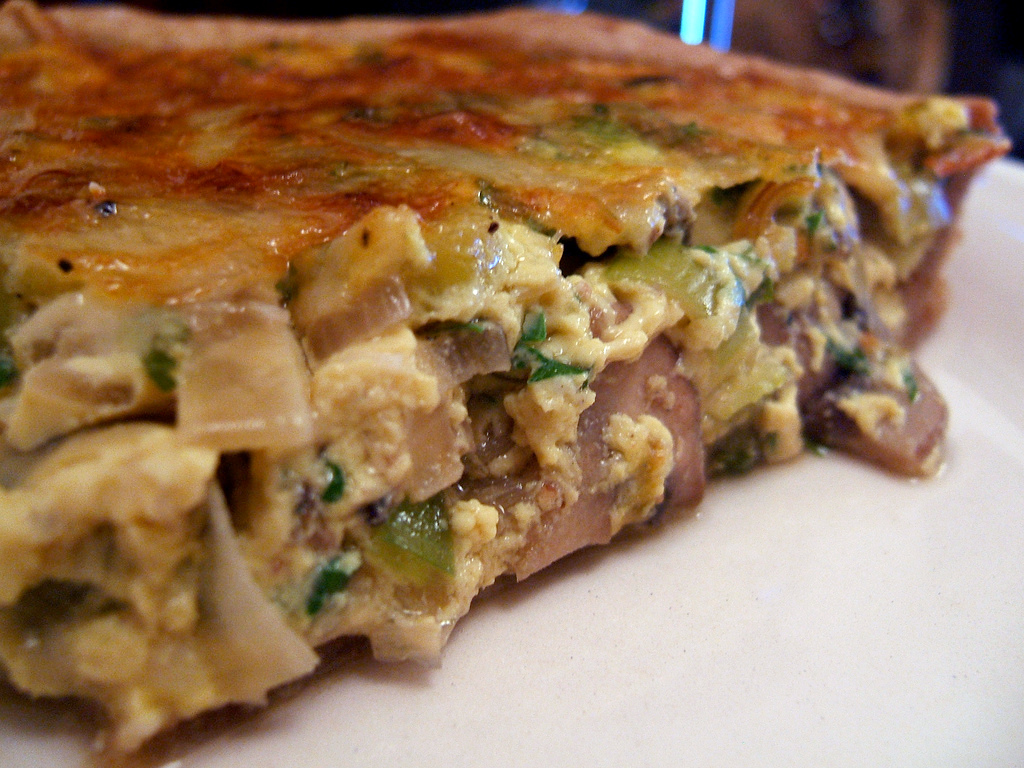
キノコとリーキのキッシュ

キッシュには様々な具材を使った豊富なバリエーションがある。フランス語で「キッシュ・オ・フロマージュ」や「キッシュ・オ・シャンピニオン」の様に記述的に命名される場合があり、「フロレンティーヌ」や「プロヴァンサル」の様に伝統的に命名される場合もある。